# 王耀庭
王耀庭（1916年—1997年7月16日），河北文安人，中华人民共和国政治人物。
早年参加抗日战争、第二次国共内战，任陕甘宁边区石岔贸易公司副经理，绥德分区贸易公司、永丰公司和冀东公司经理等。中华人民共和国成立后，担任天津市零售公司经理，中国杂品出口公司副经理，中国纺织品进出口总公司副总经理等职。1973年，任中国国际贸易促进委员会主任。
中共對外貿易中，半官方的「國際貿易促進委員會」主要處理當時中共還沒有外交關係的國家或非社會主義國家的相關貿易，雖然自稱是民間性經濟貿易組織，但經費來自中共中央預算。
1997年7月16日，因病在北京逝世，享年81岁。